# 가시마정
가시마정(일본어: 嘉島町 가시마마치[*])은 일본 구마모토현 가미마시키군의 정이다. 구마모토현의 중심 도시인 구마모토시의 남부에 있으며, 물의 고장으로 유명하다.

## 인접한 자치체
- 구마모토시
- 마시키정
- 미후네정

## 역사
- 1955년 1월 1일 - 가미마시키군 오시마촌과 롯카촌이 합병해 가시마촌이 탄생하였다.
- 1969년 2월 1일 - 정으로 승격하였다.

## 교통

### 도로
- 국도 266호선
- 국도 445호선